# Buch am Irchel
Buch am Irchel é uma comuna da Suíça, situada no distrito de Andelfingen, no cantão de Zurique. Tem 10,21 km² de área e sua população em 2018 foi estimada em 977 habitantes.